# خاصگی سلطان

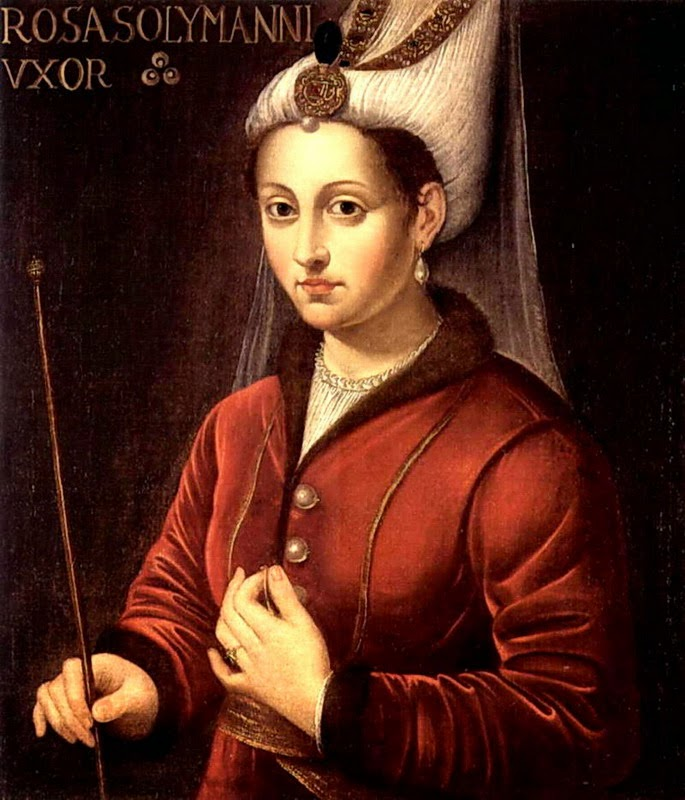
نقاشی خرم سلطان، یک خاصگی که بعداً همسر سلیمان باشکوه، در قرن شانزدهم شد.

خاصگی سلطان (به ترکی استانبولی: Haseki Sultan)، (به ترکی عثمانی: خاصکي سلطان)، عنوانی بود که برای همسر اصلی سلطان عثمانی استفاده می شد. بعدا، معنای این عنوان به «ملکه همسر» تغییر کرد. این عنوان انحصار خود را برای یک زن در زمان ابراهیم دیوانه که آن را به هشت زن به طور همزمان اعطا کرد، از دست داد. عنوان خاسگی سلطان تا قرن هفدهم استفاده می‌شد. پس از آن، کادین بالاترین عنوان برای همسران امپراتوری شد، اگرچه این عنوان به اندازه خاصگی سلطان معتبر نبود.

## تاریخچه
کلمه خاصگی (حسکی) از کلمه عربی (خاصه) گرفته شده است که پسوند (گی) فارسی است و به معنای «انتساب چیزی منحصر برای یک فرد» است. سلطان کلمه‌ای عربی است که به معنای «اقتدار» یا «سلطنت» است. بنابراین خاصگی سلطان کسی است که منحصراً به سلطان عثمانی تعلق دارد. یک خاسگی جایگاه مهمی در کاخ داشت و دومین زن قدرتمند بود و بعد از والده سلطان از بیشترین جایگاه در حرمسرای امپراتوری برخوردار بود و معمولاً اتاق‌هایی نزدیک به اتاق سلطان داشت. اگر چه این زنان برده های سابق سلطان بودند، اما استفاده از این لقب توسط پادشاه موقعیت آن ها را بالاتر از شاهزاده خانم‌های عثمانی قرار می داد و آن‌ها را همتای همسران امپراتور در اروپا قرار میداد. اگر موقعیت والده سلطان در حرم‌سرا خالی بود، یک خاسگی می‌توانست نقش او را بر عهده بگیرد، به منابع اقتصادی قابل توجهی دسترسی داشته باشد، رئیس حرمسرای امپراتوری شود، مشاور سلطان در امور سیاسی شود، و حتی در سیاست خارجی  نفوذ داشته باشد. 
ابتدا در قرن شانزدهم (دوران بایزید دوم) عنوان سلطانه برای زنان منصوب به خاندان عثمانی استفاده شد (شاهزاده خان‌ها). استفاده از این لقب توسط سلطان، به عنوان امتیاز خانواده تأکید می‌کرد. لقب خاسگی سلطان یک عنوان معادل ملکه همسر بود. قبل از خرم سلطان، امپراتوری عثمانی هرگز ملکه‌ای با عنوان نداشت. با این حال، سلیمان یکم سنت شکنی کرد و صیغه خود، خرم را از بردگی آزاد کرد و به طور قانونی با او ازدواج کرد و موقعیت او را از صیغه مورد علاقه به ملکه همسر ارتقا داد. تعداد انگشت شماری از سلاطین عثمانی پس از خرم همین عنوان را داشتند، اما لزوماً مانند مورد خرم ناشی از ازدواج قانونی نبود. نوربانو سلطان، ماه‌پیکر سلطان و هماشاه سلطان به طور قانونی با همسران خود، سلطان‌های عثمانی، ازدواج کردند. 
وجود بیش از یک خاصگی در زمان مراد چهارم و ابراهیم یکم تغییر قابل توجهی بود در حرم‌سرا بود و نشان از پایان یافتن عصر خاصه داشت. در این دوره معنای عنوان از «همسر ارشد» و «مورد علاقه» به چیزی کلی تر مانند «همسر شاه»، مشابه لقب خاتون قرار گرفت. 

## فهرست خاصگی‌ها
| نام           | نام اصلی         | اصالت              | آغاز دوره | پایان دوره     | مرگ             | همسر (سلطان)  |
| ------------- | ---------------- | ------------------ | --------- | -------------- | --------------- | ------------- |
| خرم سلطان     | الکساندرا لوفسکی | روهاتین لهستان     | ۱۵۳۲      | ۱۸ آوریل ۱۵۵۸  | ۱۸ آوریل ۱۵۵۸   | سلیمان قانونی |
| نوربانو سلطان | سیسیلیا بافو     | یهودی، جمهوری ونیز | ۱۵۶۶      | ۱۵ دسامبر ۱۵۷۴ | ۷ دسامبر ۱۵۸۳   | سلیم دوم      |
| صفیه سلطان    | صوفیا بافو       | دوکانجی آلبانی     | ۱۵۷۵      | ۱۵ ژانویه ۱۵۹۵ | ۱۰ نوامبر ۱۶۱۸  | مراد سوم      |
| ماه‌پیکر سلطان | آناستازیا        | یونان جزیره تینوس  | ۱۶۰۵      | ۲۲ نوامبر ۱۶۱۷ | ۳ سپتامبر ۱۶۵۱  | احمد يكم      |
| عایشه سلطان   |                  | آلبانی             | ۱۶۱۹      | ۲۰ می ۱۶۲۲     | ۱۶۴۰            | عثمان دوم     |
| عایشه سلطان   |                  | یونانی             | ۱۶۲۸      | ۸ فوریه ۱۶۴۰   | ۱۶۸۰            | مراد چهارم    |
| شمس‌شاه سلطان  |                  |                    | ۱۶۳۸      | ۸ فوریه ۱۶۴۰   |                 | مراد چهارم    |
| تورخان سلطان  | نادیا            | کریمه اوکراین      | ۱۶۴۲      | ۱۲ اوت ۱۶۴۸    | ۵ اوت ۱۶۸۳      | ابراهیم یکم   |
| دلاشوب سلطان  | کاترینا          | صربستان            | ۱۶۴۲      | ۱۲ اوت ۱۶۴۸    | ۳ ژانویه ۱۶۹۰   | ابراهیم یکم   |
| معزز سلطان    |                  |                    | ۱۶۴۲      | ۱۲ اوت ۱۶۴۸    | ۱۲ سپتامبر ۱۶۸۷ | ابراهیم یکم   |
| عایشه سلطان   |                  | تاتار              | ۱۶۴۳      | ۱۲ اوت ۱۶۴۸    |                 | ابراهیم یکم   |
| ماه‌انور سلطان |                  |                    | ۱۶۴۴      | ۱۲ اوت ۱۶۴۸    |                 | ابراهیم یکم   |
| لیلا سلطان    |                  |                    | ۱۶۴۵      | ۱۲ اوت ۱۶۴۸    |                 | ابراهیم یکم   |
| شیوه‌کار سلطان |                  | ارمنی              | ۱۶۴۶      | ۱۲ اوت ۱۶۴۸    |                 | ابراهیم یکم   |
| هماشاه سلطان  |                  | چرکس               | ۱۶۴۷      | ۱۲ اوت ۱۶۴۸    |                 | ابراهیم یکم   |
| گلنوش سلطان   | ایوانیا          | یونانی             | ۱۶۶۲      | ۸ نوامبر ۱۶۸۷  | ۱۵ نوامبر ۱۷۱۵  | محمد چهارم    |
| رابعه سلطان   |                  | یونانی             | ۱۶۹۱      | ۶ فوریه ۱۶۹۵   | ۱۲ ژانویه ۱۷۱۲  | احمد دوم      |